# تکامل (آلبوم ایمجین درگنز)
تکامل آلبومی از ایمجین دراگنز است که در سال ۲۰۱۷ میلادی منتشر شد.